# HALO (tacicaの曲)
「HALO」（ハロ）は、tacicaの7枚目のシングル。2013年12月27日にSME Recordsから発売された。

## 概要
前作「newsong e.p.」より約1年10ヶ月ぶりのシングル。
ドラマー・坂井俊彦脱退前、最後の作品。表題曲「HALO」はテレビアニメ『宇宙兄弟』オープニングテーマとなっている。
通常盤には5月25日に新木場・若洲公園で行われた“Tokyo Metropolitan Rock Festival 2013”のライブ音源が収録されており、tacicaにとって初のライブ音源である。期間生産限定盤は「宇宙兄弟」描き下ろしイラストのデジパック仕様。
作詞作曲は猪狩翔一、編曲はtacica, 湯浅篤

## 収録曲

### 通常盤
1. HALO [4:04]
  - TVアニメ「宇宙兄弟」オープニングテーマ。
2. キャスパー [5:47]
3. Live at 新木場 若洲公園（Tokyo Metropolitan Rock Festival 2013）黄色いカラス　/　Co.star　/ 人鳥哀歌 [12:09]

### 期間生産限定盤
1. HALO [4:04]
2. キャスパー [5:47]
3. HALO (TV edit) [1:31]